# Glycine microphylla
Glycine microphylla är en ärtväxtart som beskrevs av Mary Douglas Tindale. Glycine microphylla ingår i släktet sojabönor, och familjen ärtväxter. Inga underarter finns listade i Catalogue of Life.